# ラダーゲッター
ラダーゲッター（英:LADDER GETTER）は、ニュースポーツのひとつである。

## 概要
- 公益財団法人日本レクリエーション協会が、親子3世代にわたって家族で楽しめるレクリエーションゲームとして開発した。
- 米国発祥のラダートスが起源とされるが，ルール等にいくつかの変更が見られる．

### 主たるルール
- ロープでつながれた2本のゴム鞠をはしご（ラダー）に向かって引っ掛けるというゲームで、投てきをする選手は鞠の片方を持ち、もう一方の垂れ下がった鞠を前後に揺らして飛ばすようにしてアンダーハンドではしごに向けて投げるというもの。
- 基本的なコートサイズは縦7.5m、横3m。ただし選手の体力やレベルに応じて若干短縮してもよい。
- 得点はロープがはしご引っかかった箇所によって異なり、ノーバウンドの場合、高いところから順に3・2・1点。一旦床にバウンドしてからはしごに引っかかった場合は引っかかった箇所に関係なく5点のボーナス点。
- どちらかが21点丁度を取って勝利するまで行う。ただし21点をオーバーしてしまうとその投てきにおける獲得点は無効となり、次の投てきの時は前のセットまでの得点に戻して改めて試合を続ける。
- また後攻めのチーム（人）は先攻めのチーム（人）がすでに獲得しているラダーを弾き飛ばして、先攻めの得点を帳消しにすることも可能。
- 双方ともに21点調度となった場合、延長戦（サドンデス（ゴールデンゴール）方式）の投てきを行い、先にどちらかが1ポイントでも多くのポイントを獲得すればそのチーム（人）の勝ちとなる。
- 福島県では、2012年から毎年、交流選手権大会が開催されている。

## 用具

### はしご本体
幅61cm、奥行68cm、高さ100cm、重さ1組2kg、ポリ塩化ビニール製

### 専用ボール
直径4.2cm、スポンジ製、ロープ部分はナイロン製を使用する。

## 普及員
日本レクリエーション協会では、元気アップ・リーダーの一つに、「ラダーゲッター普及員」が設定されており、各都道府県レクリエーション協会が実施する講習を受講することで登録が可能となっている。